# 甘肃糙苏
甘肃糙苏（学名：Phlomis kansuensis）为唇形科糙苏属下的一个种。